# Doddiscombsleigh
Doddiscombsleigh – wieś i civil parish w Anglii, w hrabstwie Devon, w dystrykcie Teignbridge. Leży 10 km na południowy zachód od miasta Exeter i 262 km na zachód od Londynu. W 2011 roku civil parish liczyła 290 mieszkańców. Doddiscombsleigh jest wspomniana w Domesday Book (1086) jako Leuge/Leuga.